# Печник
Печник (словен. Pečnik, итал. Pecenico) је насељено место у општини Идрија, Горишка регија, Словенија.

## Историја
До територијалне реорганизације у Словенији био је у саставу старе општине Идрија.

## Становништво
У попису становништва из 2011. године, Печник је имао 37 становника.
| Број становника према пописима | Број становника према пописима | Број становника према пописима |
| ------------------------------ | ------------------------------ | ------------------------------ |
| 1991                           | 2002                           | 2011                           |
| 64                             | 63                             | 37                             |

Напомена: Године 2009. смањена за део насеља који је спојен са издвојеним делом од насеља Идршек у ново самостално насеље Лединско Разпотје. Године 2017. извршена је мања размена територија између насеља Печник и Сподња Идрија.